# تاكويا كوماين
تاكويا كوماين (باليابانية: 小峯 拓也) (22 ديسمبر 1988 في لواكي في اليابان – )؛ هو لاعب كرة قدم ياباني سابق كان يلعب كمدافع.

## وصلات خارجية
- تاكويا كوماين على موقع رابطة كرة القدم اليابانية للمحترفين (اليابانية)